# فرانسيسك كامبو
فرانسيسك كامبو (بالكتالونية: Francesc Cambó i Batlle)‏ (النطق الكتالاني : [fɾənˈsɛsk kəmˈbo]; 2 سبتمبر 1876 – 30 أبريل 1947) سياسي إسباني محافظ من كاتالونيا، وهو مؤسس وقائد المجموعة الإقليمية لكاتالونيا (بالكتالونية: Lliga Regionalista de Catalunya)‏. أصبح وزيرا في العديد من الحكومات الاسبانية. كما دعم عددًا من المساعي الفنية والثقافية خاصةً ترجمة النصوص الكلاسيكية اليونانية واللاتينية إلى الكاتالونية.

## السيرة الذاتية
ولد فرانشيسك كامبو في قرية فيرخيس في دائرة باج امبوردا Baix Empordà بكاتالونيا إسبانيا. أسس المجموعة الإقليمية لكاتالونيا سنة 1901، وهو حزب محافظ إقليمي. وكان من أوائل من اقترح نظام حكم ذاتي في كاتالونيا رغم أنه في ذلك الوقت تمكن فقط من تحقيق اندماج الكيانات الإقليمية الأربعة في كاتالونيا بإنشاء كومنولث كاتالونيا في 6 أبريل 1914، وهي هيئة إقليمية جديدة لدمج مجالس المقاطعات الكاتالونية الاربعة تحت إدارة واحدة ذات قوة محدودة. انتخب عضوا في البرلمان الاسباني عدة مرات، وعين مرتين وزير في حكومة اسبانية محافظة.
كان حزبه الرابطة الإقليمية الممثل الرئيسي للحركة الكتالونية الإقليمية أو القومية. ومع ذلك لم يتمكن من الفوز في انتخابات 1931 حيث فاز الحزب الجمهوري اليساري وهو حزب يساري وطني في الانتخابات وشكل الحكومة الكتالونية المستقلة الجديدة.
وخلال الحرب الأهلية الإسبانية دعم كامبو ومول فصيل المتمردين. خوفا من أن يؤدي الانتصار الجمهوري إلى جمهورية يسارية يسيطر عليها الاتحاد السوفيتي.
توفي فرانسيسك كامبو في الأرجنتين سنة 1947.